# Parmaskinka

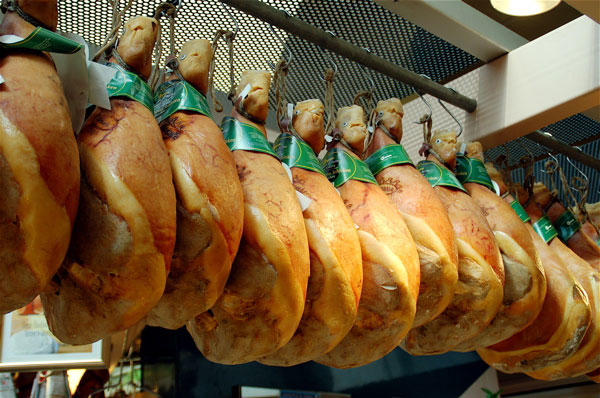
Parmaskinka

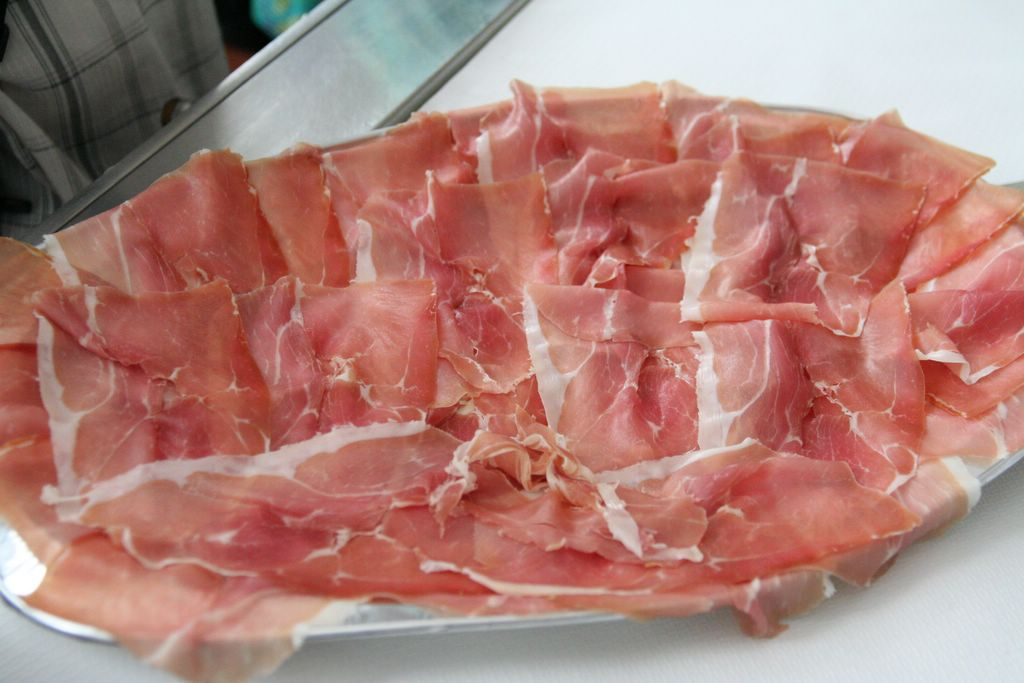
Skivad parmaskinka.

Parmaskinka, eller ibland endast parma eller prosciutto, är en benämning som i Sverige används för lufttorkad skinka som har sitt ursprung i ett område kring Parma i norra Italien. Den italienska benämningen är Prosciutto crudo di Parma.
Parmaskinka serveras i väldigt tunna skivor.

## Kvalitetskrav
- Får endast tillverkas i en viss del av provinsen Parma.
- Får inte innehålla några tillsatser förutom havssalt.
- Tillverkas bara av grisar uppfödda i elva utvalda regioner i centrala och norra Italien.
- Lufttorkas och lagras i minst ett år i hårt styrd temperatur och luftfuktighet.
- Granskas med en nål av hästben på fem olika ställen av en oberoende inspektör innan den godkänns.
- Är stämplad med en femuddig hertigkrona och försedd med datumsigill där varje steg i processen kan spåras, från slakt till inspektion.
- Förpackningar är försedda med texten "Prosciutto di Parma", ett ursprungsskyddat namn.